# Liste des ministres de la Culture de la Communauté germanophone de Belgique
Voici la liste des ministres de la Culture de la Communauté germanophone de Belgique depuis la création de la fonction en 1984.
| Nom | Nom          | Nom                       | Parti | Mandat                                                          | Gouvernement(s)                                                                                             | Portefeuille ministériel                                                                                             |
| --- | ------------ | ------------------------- | ----- | --------------------------------------------------------------- | --- | --- |
| 1   |              | Bruno Fagnoul (1936-)     | PFF   | 6 juin 1984 - 5 décembre 1990 (6 ans, 5 mois et 29 jours)       | Fagnoul | Ministre-Président et Ministre des Finances, de la Formation, des Activités culturelles et des Relations extérieures |
| 1   | Maraite I    | Bruno Fagnoul (1936-)     | PFF   | 6 juin 1984 - 5 décembre 1990 (6 ans, 5 mois et 29 jours)       | Ministre de la Formation, des Activités culturelles et des Médias                                           | |
| 2   |              | Bernd Gentges (1943-)     | PFF   | 5 décembre 1990 - 13 juin 1995 (4 ans, 6 mois et 8 jours)       | Maraite II                                                                                                  | Ministre de l'Éducation, de la Formation, de la Culture, de la Jeunesse et de la Recherche scientifique              |
| 3   |              | Wilfried Schröder (1942-) | CSP   | 13 juin 1995 - 14 juillet 1999 (4 ans, 1 mois et 1 jour)        | Maraite III                                                                                                 | Ministre de l'Éducation, de la Culture, de la Recherche scientifique, des Monuments et des Sites                     |
| (2) |              | Bernd Gentges (1943-)     | PFF   | 14 juillet 1999 - 22 juillet 2004 (5 ans et 8 jours)            | Lambertz I                                                                                                  | Ministre de l'Éducation, de la Formation, de la Culture et du Tourisme                                               |
| 4   |              | Isabelle Weykmans (1979-) | PFF   | 22 juillet 2004 - 1er juillet 2024 (19 ans, 11 mois et 9 jours) | Lambertz II                                                                                                 | Ministre de la Culture, des Médias, de la Protection des monuments, de la Jeunesse et des Sports                     |
| 4   | Lambertz III | Isabelle Weykmans (1979-) | PFF   | 22 juillet 2004 - 1er juillet 2024 (19 ans, 11 mois et 9 jours) | Ministre de la Culture, du Tourisme, des Médias, du Développement durable et Infrastructures communautaires | |
| 4   | Paasch I     | Isabelle Weykmans (1979-) | PFF   | 22 juillet 2004 - 1er juillet 2024 (19 ans, 11 mois et 9 jours) | Vice-Ministre-Président et Ministre de la Culture, de l'Emploi, des Médias et du Tourisme                   | |
| 4   | Paasch II    | Isabelle Weykmans (1979-) | PFF   | 22 juillet 2004 - 1er juillet 2024 (19 ans, 11 mois et 9 jours) | Ministre de la Culture, des Sports, de l'Emploi et des Médias                                               | |
| 5   |              | Gregor Freches (1962-)    | PFF   | 1er juillet 2024 - (8 mois et 14 jours)                         | Paasch III                                                                                                  | Ministre de la Culture, du Sport, du Tourisme et des Médias                                                          |